# Арида, Насиб
Насиб Арида (араб. نسيب عريضة‎; 1887, Хомс — 1946, Нью-Йорк) — сирийский эмигрант-писатель в Америке.

## Биография
Насиб Арида родился в 1887 году в сирийском Хомсе в бедной крестьянской семье. Начальное образование получил там же, в русской школе, после окончания которой был направлен в Назаретскую русскую учительскую семинарию. Тяжелое материальное положение семьи заставило Насиба искать заработка в Америке. Он поселился в Нью-Йорке, где долгое время работал простым  рабочим.
В 1913 году Насиб Арида начинает издавать в Нью-Йорке газету «ал-Фунун».
В 1915 или 1916 году Насиб Арида и Абд аль-Масих Хаддад основали Ассоциацию пера в Нью-Йорке.

## Произведения
- «Растерянные души», вышедший посмертно, Нью-Йорк, 1946[1]